# Minquiers
Insulele Minquiers sunt un arhipelag situat în sudul Insulelor Canalului, parte a bailiwick-ului Jersey. Aparțin administrativ de parohia Grouville și sunt situate la 12 km sud de Saint Helier. Arhipelagul este constituit dintr-un platou de granit presărat cu numeroase roci care sunt vizibile doar la meree joasă. Arhipelagul se întinde pe o suprafață de 300 km² din care doar 95 km² sunt vizibile la maree joase și insulele au fost declarate zone marine de importanță internațională conform convenției Ramsar.

## Maîtresse-Île
În timpul mareelor înalte doar o insulă de mai puțin de 1 km² (150m lungime și 40m lățime) nu este acoperită. Numele ei este Maîtresse-Île și pe acestea se află câteva case de pescari, actualmente nelocuite, ce servesc drept refugiu ocazional. Una dintre clădiri este o clădire a vamelor din Jersey, constuită în 1884, iar o altă "clădire" interesantă este o toaletă care este considerată cea mai sudică construcție de pe insulele britanice. O placă indică acest lucru . 

## Istoric
Nelocuibile, insulele au fost de-a lungul istoriei folosite drept ascunzătoare de către contrabandiști care încercau să introducă bunuri ori în Franța ori în Jersey. 

### Litigiul dintre Franța și Anglia
Odată cu celelalte insule ale canalului, arhipelagul a aparținut ducatului Normandiei și din secolul XIII au intrat sub suvernaitatea directă a monarhului britanic. Regatul Franței a revendicat proprietate în cazul acestor insule, dar cu timpul revendicările au devenit din ce în ce mai puțin vehemente. 
În Secolul XIX, odată cu apariția convențiilor de pescuit ce au modificat în repetate rânduri apele teritoriale, autoritățile britanice și ale insulelor au considerat că activitățile pescarilor francezi în jurul acestor insule sunt iegale. În 1938, un grup de pescari din insulele Chausey, împreună cu pictorul Marin-Marie au debarcat pe insula principală din arhipelag pentru a afirma suveranitea franceză. După acest incident diplomatic, urmat de numeroase conflicte dintre pescrii din Jersey și Chausey, Franța și Regatul Unit au decis în 1950 să regleze litigiul pe baze strict juridice și au depus o cerere de arbitraj la Curtea Internațională de Justiție de la Haga. Chestiunea drepturilor de pescuit a fost reglată în prealabil printr-un acord comercial între cele două țări, aflat încă în vigoare.
Regatul Unit și-a bazat pretențiile pe cucerirea Angliei de către ducele Normandiei William Cuceritorul în 1066, ceea ce a creat o legătură istorică între insule și regatul englez. Franța și-a bazat pretențiile pe recucerirea Normandiei de către regele Franței în 1204. Deoarece aceasta din urmă nu a implicat decât cucerirea părții continentale, în 1953 CIJ a dat în unanimitate dreptate Regatului Unit.

### Patagonia Septentrională
În 1984, scriitorul francez Jean Raspail, a debarcat pe Minquiers unde a ridicat drapelul Regatului Patagoniei al cărui rege fusese un aventurier francez, Antoine de Tounens. Pentru acea zi, insulele au fost botezate Patagonia Septentrională, și insula principală, Maîtresse-Île, a fost botezată Port-Tounens. Acest episod s-a înregistrat ca urmare a unei cereri ironice făcută Regatului Unit, de a evacua Insulele Falkland și a provocat un scurt incident diplomatic cu Franța,, incident lipsit de consecințe deoarece aceasta a continuat să recunoască suveranitatea britanică asupra insulelor.
Gestul a fost din nou efectuat în 1998 când drapelul patagoniei a fost din nou ridicat, dar de data aceasta, drapelul Regatului Unit, Union Jack, a fost predat ambasadei britanice de la Paris, de auto-intitulatul consul al Patagoniei în Franța, Jean Raspail.